# Buellia argillicola
Buellia argillicola är en lavart som beskrevs av B. de Lesd. Buellia argillicola ingår i släktet Buellia och familjen Physciaceae.   Inga underarter finns listade i Catalogue of Life.